# Паоло Б'янко
Паоло Б'янко  (італ. Paolo Bianco, нар. 20 серпня 1977, Фоджа) — італійський футболіст, що грав на позиції захисника. По завершенні ігрової кар'єри — тренер. З 2023 року очолює футбольний клуб «Модена». Відомий за виступами у низці італійських клубів, зокрема, «Фоджа», «Кальярі» та «Сассуоло», а також у складі молодіжної збірної Італії.

## Клубна кар'єра
Паоло Б'янко народився 1977 року в місті Фоджа, та є вихованцем футбольної школи місцевого клубу «Фоджа». Дорослу футбольну кар'єру розпочав 1994 року в основній команді того ж клубу, в якій грав до 1999 року, ставши одним із основних гравців захисної ланки команди, зігравши у 98 матчах чемпіонату країни. У 1999 році перейшов до клубу «Тревізо», у якому також грав протягом 5 років, і також був одним із основних гравців лінії захисту команди.
У 2004 році Паоло Б'янко став гравцем клубу «Катанія». У 2006 році разом із командою отримав путівку до Серії A, проте перед початком сезону його орендувала з правом викупу інша команда серії A «Кальярі», у складі якої Б'янко й дебютував у елітному італійському дивізіоні. У складі «Кальярі» футболіст грав протягом 3 років. У 2009 році Паоло Б'янко стає гравцем іншої команди Серії A «Аталанта», проте цей сезон завершився вибуттям команди з Бергамо до Серії B, після чого клуб та футболіст розірвали контракт за взаємною згодою, і невдовзі футболіст підписав контракт із командою Серії B «Сассуоло». У 2013 році разом із командою здобув путівку до Серії А. У складі «Сассуоло» грав до 2015 року, останній матч у складі команди провів 31 березня 2015 року в Серії А проти клубу «Дженоа», після чого тепло попрощався з уболівальниками клубу.

## Виступи за збірну
1998 року зіграв одну гру в складі молодіжної збірної Італії проти молодіжної збірної Уельсу.

## Кар'єра тренера
Відразу по звершенні кар'єри гравця Паоло Б'янко у 2015 році розпочав тренерську кар'єру, ставши тренером молодіжної команди свого колишнього клубу «Сассуоло», де пропрацював з 2015 по 2017 рік. У 2017 році став головним тренером команди Серії C «Сіракуза», в якій пропрацював до 2018 року, а в 2018 році очолив іншу команду Серії C «Сікула Леонціо», яку покинув 10 грудня 2018 року після серії невдалих матчів. У жовтні 2019 року Б'янко на запрошення головного тренера «Сассуоло» Роберто Де Дзербі стає одним із асистентів головного тренера клубу. У червні 2021 року, після переходу Де Дзербі на роботу головного тренера до донецького «Шахтаря», Паоло Б'янко прийняв пропозицію Де Дзербі увійти до тренерського штабу української команди.
У липні 2022 року Б'янко повернувся до Італії, увійшовши до тренерського штабу Массіміліано Аллегрі в «Ювентусі». У 2023 році Паоло Б'янко став головним тренером клубу «Модена».

## Статистика виступів

### Статистика клубних виступів
| Сезон                | Команда              | Чемпіонат            | Чемпіонат | Чемпіонат | Національний кубок | Національний кубок | Національний кубок | Континентальні кубки | Континентальні кубки | Континентальні кубки | Усього | Усього |
| Сезон                | Команда              | Ліга                 | Ігор      | Голів     | Ліга               | Ігор               | Голів              | Ліга                 | Ігор                 | Голів                | Ігор   | Голів  |
| -------------------- | -------------------- | -------------------- | --------- | --------- | ------------------ | ------------------ | ------------------ | -------------------- | -------------------- | -------------------- | ------ | ------ |
| 1995–96              | «Фоджа»              | B                    | 13        | 0         | КІ                 | 0                  | 0                  | -                    | -                    | -                    | 13     | 0      |
| 1996–97              | «Фоджа»              | B                    | 20        | 0         | КІ                 | 0                  | 0                  | -                    | -                    | -                    | 20     | 0      |
| 1997–98              | «Фоджа»              | B                    | 32        | 0         | КІ                 | 4                  | 0                  | -                    | -                    | -                    | 36     | 0      |
| 1998–99              | «Фоджа»              | C1                   | 33        | 1         | КІ+КІ-C            | 2+?                | 0+?                | -                    | -                    | -                    | 35+    | 1+     |
| Усього за «Фоджу»    | Усього за «Фоджу»    | Усього за «Фоджу»    | 98        | 1         |                    | 6+                 | 0+                 |                      |                      |                      | 104+   | 1+     |
| 1999–00              | «Тревізо»            | B                    | 16        | 0         | КІ                 | 2                  | 0                  | -                    | -                    | -                    | 18     | 0      |
| 2000–01              | «Тревізо»            | B                    | 28        | 3         | КІ                 | 2                  | 0                  | -                    | -                    | -                    | 30     | 3      |
| 2001–02              | «Тревізо»            | C1                   | 30        | 0         | КІ+КІ-C            | 3+?                | 0+?                | -                    | -                    | -                    | 33+    | 0+     |
| 2002–03              | «Тревізо»            | C1                   | 30        | 3         | КІ+КІ-C            | 1+?                | 0+?                | -                    | -                    | -                    | 31+    | 3+     |
| 2003–04              | «Тревізо»            | B                    | 44        | 2         | КІ                 | 1                  | 0                  | -                    | -                    | -                    | 45     | 2      |
| Усього за «Тревізо»  | Усього за «Тревізо»  | Усього за «Тревізо»  | 148       | 8         |                    | 9+                 | 0+                 |                      |                      |                      | 157+   | 8+     |
| 2004–05              | «Катанія»            | B                    | 37        | 0         | КІ                 | 3                  | 0                  | -                    | -                    | -                    | 40     | 0      |
| 2005–06              | «Катанія»            | B                    | 35        | 0         | КІ                 | 1                  | 0                  | -                    | -                    | -                    | 36     | 0      |
| лип.–серп. 2006      | «Катанія»            | A                    | 0         | 0         | КІ                 | 1                  | 0                  | -                    | -                    | -                    | 1      | 0      |
| Усього за «Катанію»  | Усього за «Катанію»  | Усього за «Катанію»  | 72        | 0         |                    | 5                  | 0                  |                      |                      |                      | 77     | 0      |
| серп. 2006–07        | «Кальярі»            | A                    | 35        | 1         | КІ                 | 0                  | 0                  | -                    | -                    | -                    | 35     | 1      |
| 2007–08              | «Кальярі»            | A                    | 30        | 2         | КІ                 | 1                  | 0                  | -                    | -                    | -                    | 31     | 2      |
| 2008–09              | «Кальярі»            | A                    | 26        | 1         | КІ                 | 1                  | 0                  | -                    | -                    | -                    | 27     | 1      |
| Усього за «Кальярі»  | Усього за «Кальярі»  | Усього за «Кальярі»  | 91        | 4         |                    | 2                  | 0                  |                      |                      |                      | 93     | 4      |
| 2009–10              | «Аталанта»           | A                    | 21        | 0         | КІ                 | 1                  | 0                  | -                    | -                    | -                    | 22     | 0      |
| 2010–11              | «Сассуоло»           | B                    | 25        | 0         | КІ                 | 1                  | 0                  | -                    | -                    | -                    | 26     | 0      |
| 2011–12              | «Сассуоло»           | B                    | 19        | 0         | КІ                 | 1                  | 0                  | -                    | -                    | -                    | 20     | 0      |
| 2012–13              | «Сассуоло»           | B                    | 33        | 0         | КІ                 | 2                  | 0                  | -                    | -                    | -                    | 35     | 0      |
| 2013–14              | «Сассуоло»           | A                    | 15        | 0         | КІ                 | 0                  | 0                  | -                    | -                    | -                    | 15     | 0      |
| 2014–15              | «Сассуоло»           | A                    | 3         | 0         | КІ                 | 0                  | 0                  | -                    | -                    | -                    | 3      | 0      |
| Усього за «Сассуоло» | Усього за «Сассуоло» | Усього за «Сассуоло» | 95        | 0         |                    | 4                  | 0                  |                      |                      |                      | 99     | 0      |
| Усього за кар'єру    | Усього за кар'єру    | Усього за кар'єру    | 524       | 13        |                    | 27+                | 0+                 |                      |                      |                      | 549+   | 13+    |